# Dipper Pines
 (avril 2018).
Mason « Dipper » Pines est un des personnages principaux de la série animée Souvenirs de Gravity Falls. 
Il est le frère jumeau de Mabel Pines. Il est âgé de 13 ans à la fin de la série et il est secrètement amoureux de Wendy.
Dipper doit son surnom à la tache de naissance sur son front ressemblant à la constellation de la Grande Casserole (Big Dipper en anglais).

## Personnalité
Dipper est un adolescent intelligent. Dès son arrivée à Gravity Falls, il découvre un journal qui lui fera vivre des tas d'aventures. Il a un sens de la famille très prononcé surtout envers sa sœur et ses oncles.

## Apparence
Dipper porte une casquette bleue et blanche avec un petit sapin bleu que son oncle Stanley lui offre dans l'épisode Le Zombie de ma sœur. Il porte également une veste sur un t-shirt à manche courte rouge. Il est pâle avec des cernes sur son visage et a une tache de naissance ayant la forme de la Grande Casserole sur le front. Il est aussi plus petit d'un millimètre que sa sœur Mabel.

## Relations
Au niveau familial, Dipper est très proches de sa famille malgré les fréquentes disputes et divergences d'opinion : sa sœur jumelle Mabel et lui sont très proches et ont beaucoup d'affection l'un envers l'autre même s'ils passent la plupart de leur temps à se moquer l'un de l'autre. Ils sont très soudés et leurs personnalités très différentes mais complémentaires leur permettent de résoudre les mystères de Gravity Falls.
Dipper adore son oncle Stanford qui comme lui est très intelligent et adore le jeu de rôle sur table Donjons, Donjons et encore plus de Donjons, Stanford lui proposeras même de devenir son apprenti. Dipper est secrètement amoureux de Wendy et tente de l'impressionner pour gagner son affection.

## Anecdotes
- Dipper est né 5 minutes après sa sœur.
- Dipper est ambidextre.
- Dipper a toujours rêvé de s'appeler Tyrone.
- Dipper est le seul personnage de la série à apparaître dans tous les épisodes (sans compter le générique).